# Ahmose-Nebetta
Ahmose-Nebetta (anche Ahmose-Nebta) (fl. XVI secolo a.C.) è stata una regina egizia della XVII dinastia.

## Biografia
Il suo nome significa "Nata da Iah (la luna)-Signora della Terra". Probabilmente fu figlia del faraone Seqenenra Ta'o (regno: 1558 - 1555/1554) e della "Grande sposa reale" Ahhotep I, e sorella del faraone Ahmose I (regno: 1549 - 1524 a.C.), fondatore del Nuovo Regno, di cui divenne una sposa - anche se la "Grande sposa reale", cioè la moglie principale del sovrano, fu la sorella Ahmose Nefertari. 
È menzionata sulla statua di un principe di nome Ahmose, conservata al Museo del Louvre (E 15682), sulla quale è menzionata un'altra figlia di Ahhotep I, anch'ella di nome Ahmose (probabilmente Ahmose Nefertari). Una sua statua, sempre al Louvre (N 496), la identifica come figlia di un re, sorella di un re e figlia della regina Ahhotep I. Nella tomba di Inherkhau (TT359), risalente alla XX dinastia, compare fra i "Signori dell'Occidente", dietro ad Ahmose-Tumerisi e davanti al principe Ahmose-Sipair. 

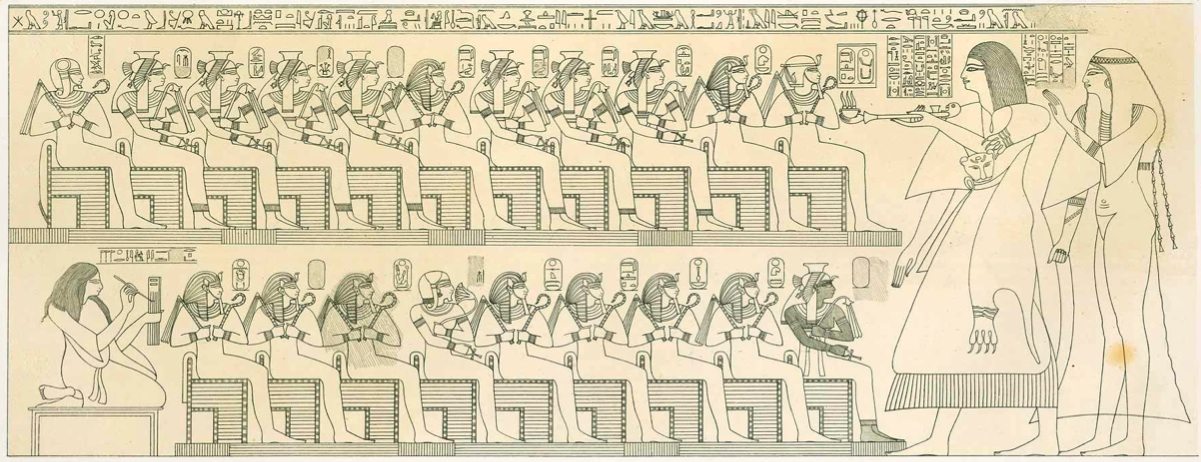
Scena presente nella tomba di Inherkhau, raffigurante i "Signori dell'Occidente". Nel registro superiore, da destra: Amenofi I, Ahmose I, Ahhotep I, Ahmose Meritamon, Ahmose-Sitamon, Siamon?, Ahmose-Henuttamehu, Ahmose-Tumerisi, Ahmose-Nebetta, Ahmose-Sipair. Registro inferiore, da destra: Ahmose Nefertari, Ramses I, Mentuhotep II, Amenofi II, Seqenenra Ta'o, Ramose?, Ramses IV, un faraone ignoto e Thutmose I.

## Titoli
- "Figlia del re"
- "Sorella del re"
- "Signori dell'Occidente"